# Acura Classic 2007
Acura Classic 2007 — жіночий тенісний турнір, що проходив на відкритих кортах з твердим покриттям у Сан-Дієго (США). Належав до турнірів 1-ї категорії в рамках Туру WTA 2007. Відбувсь удвадцятьдев'яте і тривав з 30 липня до 5 серпня 2007 року. Перша сіяна Марія Шарапова здобула титул в одиночному розряді й отримала 181980 доларів США, а також 430 рейтингових очок.

## Фінальна частина

### Одиночний розряд
Марія Шарапова —  Патті Шнідер, 6–2, 3–6, 6–0
- Для Шарапової це був єдиний титул за сезон і 16-й — за кар'єру.

### Парний розряд
Кара Блек /  Лізель Губер —  Вікторія Азаренко /  Анна Чакветадзе 7–5, 6–4
- Для Блек це був 6-й титул за сезон і 43-й — за кар'єру. Для Губер це був 6-й титул за сезон і 21-й — за кар'єру.